# صالح الراجحي
صالح بن عبد العزيز الراجحي (1340 هـ - 1921 / 1432 هـ - 2011) رجل أعمال سعودي، شريك في مصرف الراجحي مع إخوانه عبد الله بن عبد العزيز الراجحي وسليمان بن عبد العزيز الراجحي محمد عبد العزيز الراجحي. تقدر أملاكه وثروته بأكثر من 90 مليار ريال سعودي تقريبا. ولد في البكيرية ومنها بدأ أول أعماله كتاجر خردة، ثم انتقل إلى الرياض وأصبح مبدلاً للعملة فيها. وللرجل العديد من الأبناء والبنات، وفي آخر سنين عمره عانى من الهرم، وتلقى العناية في مشفى صغير في قصره في الرياض. ويدير أمواله مجلس وصاية عينته المحكمة. ويُعرف الرجل بأعمال الخير وكثرة عمارته للمساجد وحلق القرآن والوقف الخيري الكبير الذي رصده لأعمال البِر.

## نشأته
ولد صالح عام 1340هـ في محافظة البكيرية في القصيم، وقد انتقل مع والده إلى الرياض لطلب العلم والرزق حيث درس على يد الشيخ محمد بن إبراهيم آل الشيخ مفتي المملكة آنذاك، وعبد اللطيف بن إبراهيم آل الشيخ، حيث كان يقرأ عليهم في منزلهم، وكان محبوباً بين مشايخه وأقرانه. وممن زاملهم الشيخ عبد الله السديس، والشيخ عبد الله الوابل. وبدأ صالح الراجحي بأعمال بسيطة فعمل في الصرافة في الرياض. ثم افتتح أول محل تجاري له في الديرة للصرافة التي نمت وتطورت. وكان من ذلك استمراره في عالم التجارة المصرفية وبنى بنفسه الاسم التجاري لاسم «الراجحي» واستطاع معها أن يؤسس أول مصرفية إسلامية استمرت حتى تحولت إلى «مصرف الراجحي» أول مصرف إسلامي.

## شراكاته التجارية
1. العضو المنتدب لشركة الكهرباء بالمنطقة الوسطى- شركة مساهمة.
2. عضو ومؤسس ورئيس مجلس إدارة شركة الأسمنت السعودية - شركة مساهمة تأسست سنة 1955م.
3. عضو ومؤسس ورئيس مجلس إدارة شركة الجبس الأهلية - شركة مساهمة تأسست سنة 1959م.
4. عضو ومؤسس ورئيس مجلس إدارة شركة أسمنت اليمامة - شركة مساهمة تأسست سنة 1961م
5. عضو ومؤسس ورئيس مجلس إدارة شركة الخزف السعودي - شركة مساهمة تأسست سنة 1977م.
6. عضو ومؤسس ورئيس مجلس إدارة شركة أسمنت الجنوبية - شركة مساهمة تأسست سنة 1978م.
7. عضو ومؤسس ورئيس مجلس إدارة شركة نادك للتنمية الزراعية - شركة مساهمة تأسست سنة 1981م.
8. عضو ومؤسس ورئيس مجلس إدارة شركة حائل للتنمية الزراعية - شركة مساهمة تأسست سنة 1982م.
9. عضو ومؤسس ورئيس مجلس إدارة شركة الراجحي المصرفية للاستثمار تأسست سنة 1987م.
10. عضو ومؤسس للغرفة التجارية الصناعية بالرياض.
11. عضو ومؤسس شركة المباني الخفيفة (سيبوريكس).
12. عضو مجلس إدارة الشركة الوطنية للتشغيل والخدمات الصناعية المحدودة (خدمات).
13. مؤسس مؤسسة صالح عبد العزيز الراجحي للصرافة.
14. عضو ومؤسس شركة الراجحي للصرافة والتجارة.
15. مؤسس شركة صالح عبد العزيز الراجحي وشركاه المحدودة.
16. مؤسس شركة تبوك للتنمية الزراعية.
17. عضو ومؤسس الشركة السعودية للطوب الرملي الجيري.
18. عضو شرف الجمعية الخيرية لتحفيظ القرآن الكريم بمنطقة الرياض.
19. عضو ومؤسس في مؤسسة الدعوة الصحفية، مجلة الدعوة.

## وفاته
وافته المنية يوم السبت 9 ربيع الأول 1432 هـ الموافق 12 فبراير 2011 في مستشفى الحبيب بمدينة الرياض إثر سكتة قلبية عن عمر يناهز 90 عامًا. ليُصلى عليه الأحد في جامع الراجحي في الرياض.

## وصلات خارجية
- الموت يغيب صالح الراجحي أبرز رواد الحركة المصرفية.
- نبذة عن مجلس إدارة أعمال الشيخ صالح بن عبد العزيز الراجحي.
- سيرة حياته .. من القرش إلى المليار.
- رحيل صالح الراجحي قائد العمل المصرفي العائلي في السعودية.
- الشيخ صالح الراجحي حفظ القرآن في الـ13 من العمر وخلّف وقفاً خيرياً بـ15 مليار ريال.